# Chapelle-ermitage Sainte-Anne
La chapelle-ermitage Sainte-Anne est une chapelle située à Aillant-sur-Tholon, en France. Elle est consacrée à sainte Anne, mère de la Vierge Marie.

## Localisation
La chapelle est située dans le département français de l'Yonne, sur la commune d'Aillant-sur-Tholon, à 22 kilomètres au nord-ouest d'Auxerre et à 13 kilomètres de  Joigny. Elle se trouve sur la route des Ormes, près du château d'eau.

## Description

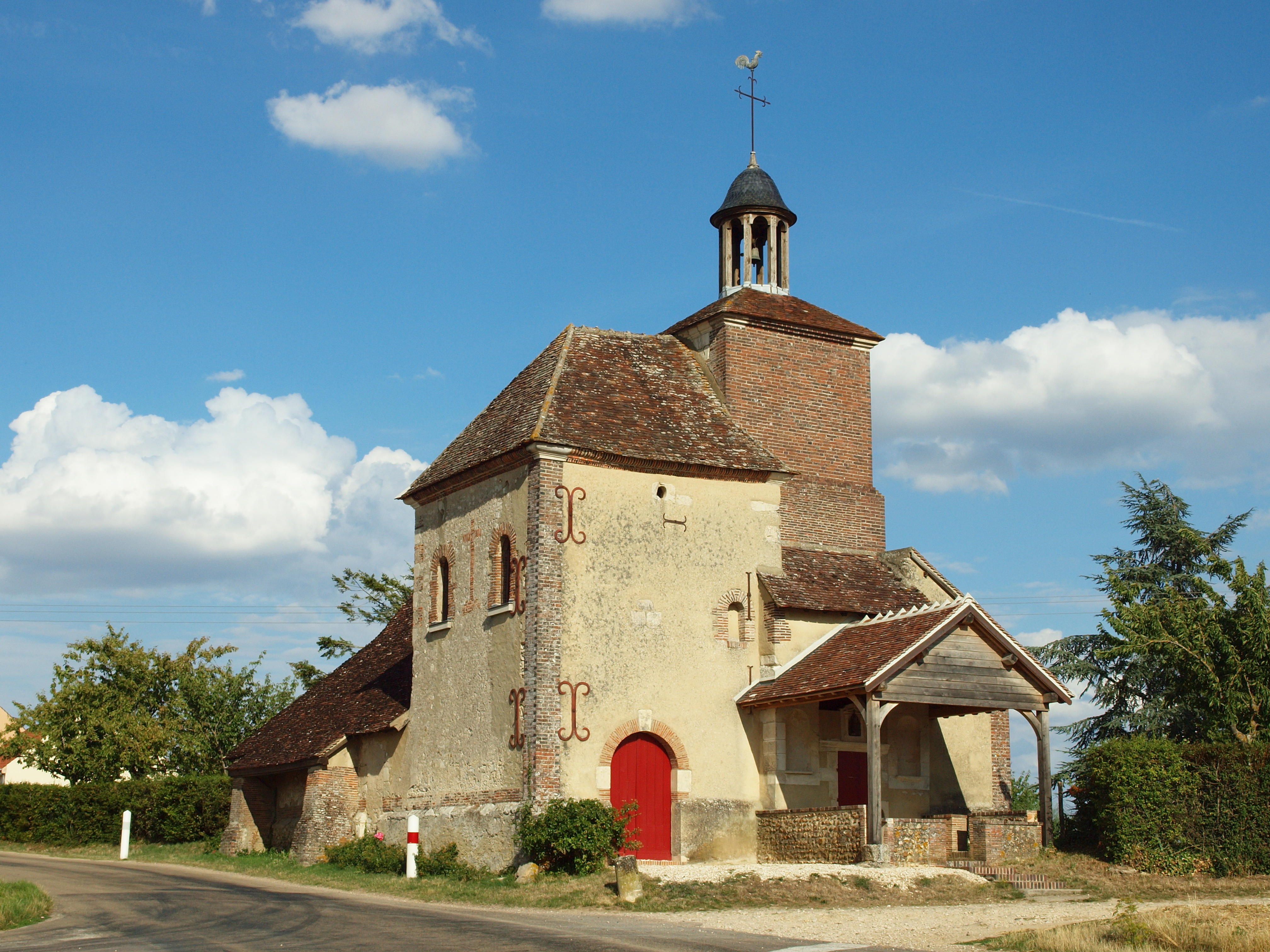
Façade de la chapelle.

## Historique
Une première chapelle est attestée dès le IXe siècle à cet emplacement. Reconstruite après la guerre de Cent Ans, les guerres de religion, etc., elle témoigne de plusieurs styles architecturaux. C'est une dépendance, prieuré ou grange monastique, de la chartreuse de Valprofonde, aux XIVe et XVe siècles, entourée de fortifications; ermitage au XVIIe, XVIIIe,. La majeure partie de l'édifice date du XVIIe siècle. 
Elle est vendue comme bien national à la Révolution et achetée par un habitant d'Aillant. Lorsque la Terreur prit fin, il la rendit au culte et fit revenir les ermites dont le dernier mourut en 1865. Ensuite, le curé d'Aillant-sur-Tholon, l'abbé Camille Pautrat, la fait restaurer. Devenue propriété de la commune en 1905, elle est quasiment laissée à l'abandon.
Menaçant ruine, elle a été restaurée à partir de 1975, par une association locale sous l'impulsion de l'abbé Louis Junot.
L'édifice est inscrit au titre des monuments historiques en 1978.
Deux messes y sont célébrées par an : le dimanche le plus proche de la fête de sainte Anne (26 juillet), et le dimanche le plus proche de la fête de la Nativité de la Vierge Marie (8 septembre). Il est possible aussi d'y célébrer des mariages et des baptêmes. Diverses manifestations culturelles y ont lieu également, animées par l'association de sauvegarde.